# Sokoliči
Sokoliči este o localitate din comuna Koper, Slovenia.